# Esiliiga 2019
Die Esiliiga 2019 war die 29. Spielzeit der zweithöchsten estnischen Fußball-Spielklasse der Herren. Sie begann am 7. März und endete am 10. November 2019.

## Modus
Die Liga umfasste wie in der Vorsaison zehn Teams. Dabei traten die Mannschaften an 36 Spieltagen jeweils vier Mal gegeneinander an. Der Tabellenerste Tallinna JK Legion stieg direkt in die Meistriliiga auf, der Drittplatzierte JK Vaprus Pärnu spielte in der Relegation gegen den Neunten der Meistriliiga FC Kuressaare. Nachwuchsmannschaften waren nicht aufstiegsberechtigt. Der Letzte und Vorletzte stiegen in die drittklassige Esiliiga B ab, der Achte musste in die Relegation gegen den Abstieg. 

## Vereine
JK Vaprus Pärnu war aus der Meistriliiga abgestiegen. Aus der Esiliiga B kamen Tallinna JK Legion, Kohtla-Järve JK Järve und JK Tammeka Tartu U-21 hinzu.
| Verein                  | Stadt        | Stadion               | Kapazität |
| ----------------------- | ------------ | --------------------- | --------- |
| Tallinna JK Legion      | Tallinn      | Kadrioru staadion     | 5.000     |
| JK Tallinna Kalev U-21  | Tallinn      | Kalevi Keskstaadion   | 11.5000   |
| FC Flora Tallinn U-21   | Tallinn      | A. Le Coq Arena       | 10.5000   |
| FC Levadia Tallinn U-21 | Tallinn      | Maarjamäe staadion    | 1.000     |
| JK Vaprus Pärnu         | Pärnu        | Strand-Stadion        | 1.500     |
| JK Tammeka Tartu U-21   | Tartu        | Sepa staadion         | 0508      |
| FC Elva                 | Elva         | Elva linnastaadion    | 0400      |
| Kohtla-Järve JK Järve   | Kohtla-Järve | Spordikeskuse Stadion | 2.200     |
| JK Tarvas Rakvere       | Rakvere      | Rakvere Linnastaadion | 2.300     |
| Tartu JK Welco          | Tartu        | Tamme staadion        | 1.600     |

## Abschlusstabelle
| Pl. | Verein                    | Sp. | S  | U | N  | Tore    | Diff. | Punkte |
| --- | ------------------------- | --- | -- | - | -- | ------- | ----- | ------ |
| 1.  | Tallinna JK Legion (N)    | 36  | 28 | 5 | 3  | 127:350 | +92   | 89     |
| 2.  | FC Flora Tallinn U-21     | 36  | 22 | 7 | 7  | 085:370 | +48   | 73     |
| 3.  | JK Vaprus Pärnu (A)       | 36  | 21 | 4 | 11 | 073:480 | +25   | 67     |
| 4.  | JK Tammeka Tartu U-21 (N) | 36  | 18 | 4 | 14 | 059:550 | +4    | 58     |
| 5.  | FC Elva                   | 36  | 18 | 2 | 16 | 067:630 | +4    | 56     |
| 6.  | FC Levadia Tallinn U-21   | 36  | 16 | 5 | 15 | 078:650 | +13   | 53     |
| 7.  | Kohtla-Järve JK Järve (N) | 36  | 12 | 4 | 20 | 051:820 | −31   | 40     |
| 8.  | JK Tarvas Rakvere         | 36  | 8  | 4 | 24 | 035:960 | −61   | 28     |
| 9.  | JK Tallinna Kalev U-21    | 36  | 8  | 4 | 24 | 038:820 | −44   | 28     |
| 10. | Tartu JK Welco            | 36  | 6  | 6 | 24 | 039:890 | −50   | 24     |

Platzierungskriterien: 1. Punkte – 2. zugesprochene Siege – 3. Siege – 4. Direkter Vergleich (Punkte, Tordifferenz, geschossene Tore) – 5. Tordifferenz – 6. geschossene Tore – 7. Fair-Play
| (A) | Absteiger aus der Meistriliiga 2018 |
| (N) | Neuaufsteiger aus der Esiliiga B    |

## Relegation
Aufstieg
Die Spiele fanden am 16. und 23. November 2019 statt.
|                 | Gesamt |               | Hinspiel | Rückspiel |
| --------------- | ------ | ------------- | -------- | --------- |
| JK Vaprus Pärnu | 3:5    | FC Kuressaare | 1:4      | 2:1       |

Beide Vereine blieben in ihren jeweiligen Ligen.
Abstieg
Die Spiele fanden am 17. und 23. November 2018 statt.
|          | Gesamt |                   | Hinspiel | Rückspiel |
| -------- | ------ | ----------------- | -------- | --------- |
| Pärnu JK | 7:2    | JK Tarvas Rakvere | 3:2      | 4:0       |

Pärnu JK stieg in die Esiliiga auf.

## Torschützenliste
| Pl. | Name                | Mannschaft             | Tore |
| --- | ------------------- | ---------------------- | ---- |
| 01. | Rejal Alijev        | Tallinna JK Legion     | 38   |
| 02. | Marek Šatov         | Tallinna JK Legion     | 26   |
| 03. | Kristen Saarts      | JK Vaprus Pärnu        | 19   |
| 04. | Raivo Saar          | Kohtla-Järve JK Järve  | 17   |
| 05. | Aleksandr Šapovalov | FC Flora Tallinn U-21  | 16   |
| 05. | Karl Anton Sõerde   | JK Tallinna Kalev U-21 | 16   |
| 05. | Ronaldo Tiismaa     | JK Vaprus Pärnu        | 16   |
| 08. | Duván Mosquera      | Kohtla-Järve JK Järve  | 15   |
| 09. | Artjom Jermatšenko  | FC Flora Tallinn U-21  | 14   |
| 09. | Erki Mõttus         | JK Tammeka Tartu U-21  | 14   |